# هلن ساندرز
هلن ساندرز (انگلیسی: Helen Saunders؛ ۴ آوریل ۱۸۸۵ – ۱ ژانویه ۱۹۶۳) یک نقاش اهل بریتانیا بود.